# 菊地最愛
菊地 最愛（きくち もあ、Moa Kikuchi、1999年7月4日 - ）は、日本の女性シンガー、ダンサー、アイドル。愛知県名古屋市出身。所属事務所はアミューズ。2010年より、MOAMETAL名義でメタルダンスユニット「BABYMETAL」のスクリーム＆ダンスを担当。女性アイドルグループ「さくら学院」および、その派生ユニット「Twinklestars」「ミニパティ」の元メンバー。

## 略歴
幼少期より雑誌モデルを務める。2007年、「ちゃおガールオーディション2007」で準グランプリを受賞しアミューズに所属。
2010年8月、女性アイドルグループのさくら学院に「転入生」として加入し、派生ユニットのバトン部「Twinklestars」と重音部「BABYMETAL」に参加。同年12月、トイズファクトリーがさくら学院のデビューシングル「夢に向かって / Hello ! IVY」を発売。
2011年7月、さくら学院派生ユニットのクッキング部「ミニパティ」に2代目のメンバーとして参加。2012年11月、BABYMETALが初の海外公演。2013年1月、トイズファクトリーがBABYMETALのメジャーデビューシングル「イジメ、ダメ、ゼッタイ」を発売。
2014年5月、さくら学院の4代目生徒会長（リーダー）に就任。同年7月よりBABYMETALが初のワールドツアーを開始。2015年3月29日、さくら学院を卒業。BABYMETALのメンバーとして活動中。

## 人物

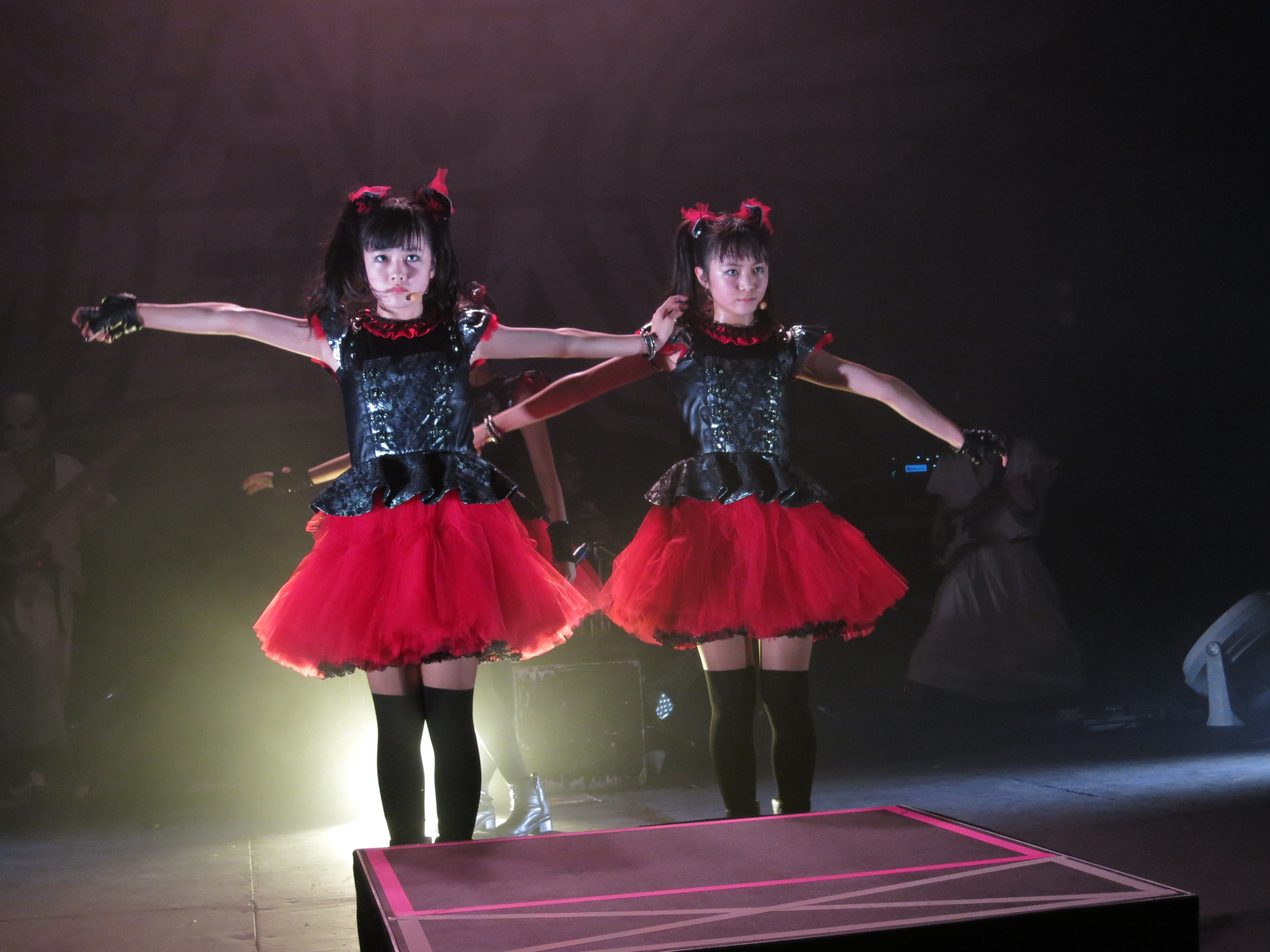
BABYMETAL - 自身(右)と同僚・YUIMETAL (2014年7月)

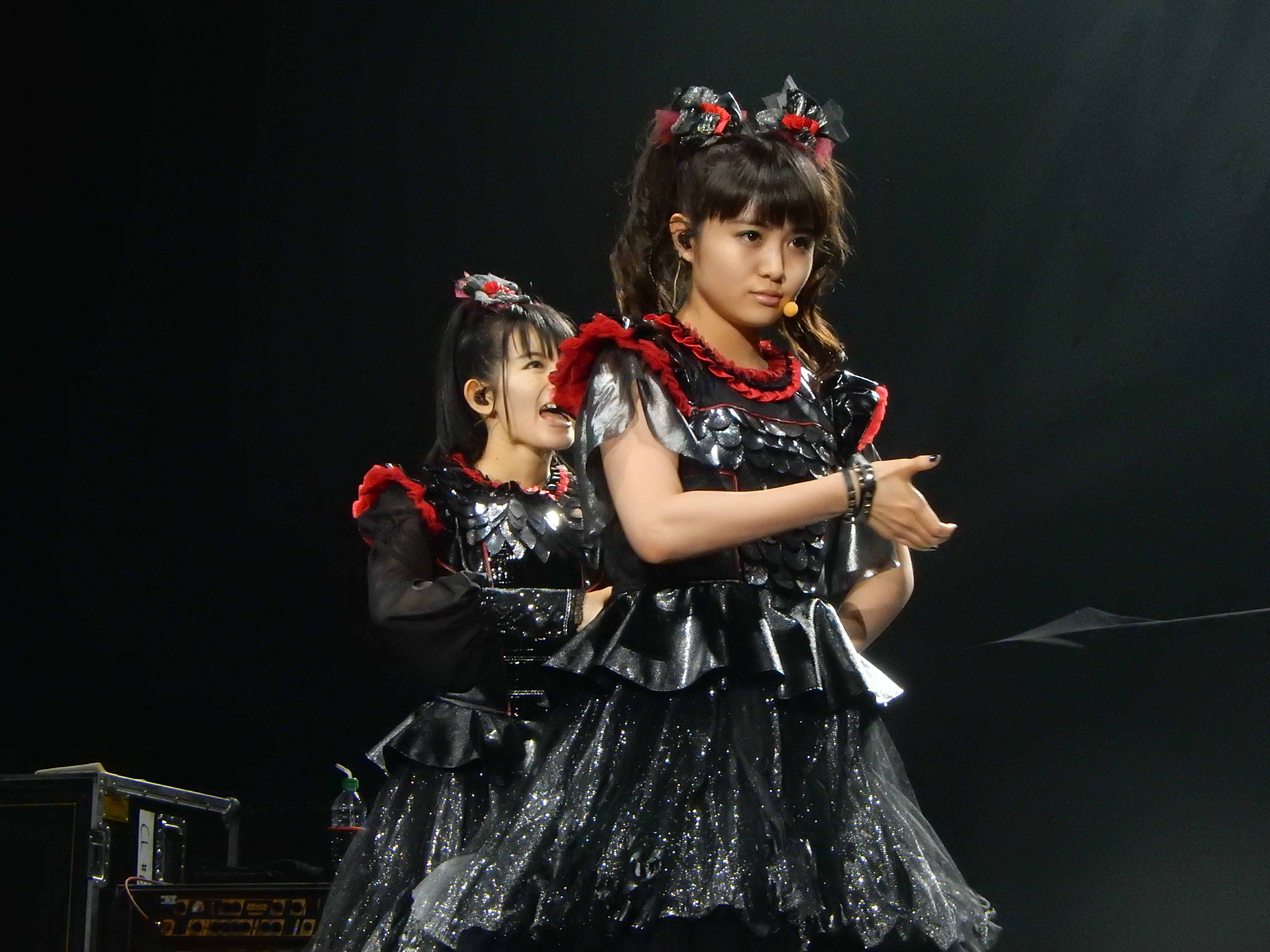
BABYMETAL - 自身(前)と同僚・SU-METAL (2016年12月)

小さい頃はバレエ、テニス、体操、水泳の教室に通っていた。血液型はA型とされているが、2014年のブログでの発言によると「実は知らない」という。
2014年の中学3年生時点での好きなアイドルは℃-uteの鈴木愛理、好きなアニメは『ラブライブ!』、『アナと雪の女王』、『風の谷のナウシカ』、好きな映画は『魔法少女まどか☆マギカ』、『チャーリーとチョコレート工場』、好きなさくら学院の楽曲は「夢に向かって」「マシュマロ色の君と」「未完成シルエット」。
また、同年時点での憧れの女性有名人として柴咲コウを挙げたほか、尊敬する人物として自身の母親と、『ラブライブ!』の登場人物である高坂穂乃果、東條希、『絶園のテンペスト』の登場人物である不破愛花を挙げた。
初めて買ったCDは月島きらり starring 久住小春 (モーニング娘。)の「チャンス!」であり、さくら学院に加入する以前より、アニメ『きらりん☆レボリューション』の主人公である月島きらりの様な女の子「スーパーもあちゃん」になりたいと思っていたという。
賢いとされることがある。2016年にイギリスの音楽雑誌『Kerrang!』は「力強く核心を突く（emphatically hits the nail on the head）」とMOAMETAL（菊地）のコメントを形容した。中学3年生時の全国学力・学習状況調査（2014年）の国語A/Bはほぼ満点だった。

### エピソード
2016年5月、菊地の名前の最愛（もあ）と同字の銘柄の日本酒「最愛（さいあい）」を販売する愛知県蟹江町の山田酒造に、日本全国のBABYMETALファンが来訪したり「最愛」の注文が増加していることが報道された。山田酒造は蔵に併設する商店にBABYMETALのポスターや写真などを展示している。

## 出演

### CM
- マクドナルド ハッピーセット（マクドナルド）

### 書籍
- ちゃお（小学館）